# Feliniopsis prominens
Feliniopsis prominens là một loài bướm đêm trong họ Noctuidae.